# Advanced Packaging Tool
Az Advanced Packaging Tool, vagy röviden APT egy ingyenes és nyílt forráskódú csomagkezelő szoftver Debian GNU/Linux rendszereken. A szoftver használata jelentősen megkönnyíti a szoftverek telepítését ezen rendszereken, azáltal, hogy a szükséges csomagokat függőségekkel együtt letölti, konfigurálja, és telepíti a számítógépre akár előre lefordított állományokből, akár forráskódból fordítva.
Az eredetileg a Debian által bevezetett dpkg csomagkezelőre épülő frontend számos másik Linux terjesztésben is használatos. A Debianos verziója csak DEB csomagokat kezel, de létezik apt4rpm is az RPM alapú terjesztésekhez, és elérhető Mac OS X és OpenSolaris rendszereken is.

## Használat
Az apt alapvetően egy szoftvergyűjtemény, az apt nevű csomagban terjesztve. A csomag jelentős részét egy C++ nyelven írt könyvtár teszi ki, melyet a legtöbb, csomagban mellékelt konzolos program használ, például az apt, apt-get és az apt-cache. Az apt csomag alapvető szoftvernek minősül, melyet alapértelmezésben tartalmaz a Debian operációs rendszer. Az apt-ot lehet akár a dpkg frontendjének is tekinteni, mintegy a dselect egy barátságosabb verzióját. Amíg a dpkg a csomagokat egyesével kezeli, az apt ennél összetettebb: kezeli a különböző csomagösszefüggéseket is (különösképpen a függőségeket).
Az APT-ot sokszor a Debian legnagyobb előnyeként tartják számon, melynek indokaként sokszor a Debian szigorú minőségkövetelményeit hozzák fel.
Az APT egyik legfontosabb jellemzője az, ahogy a dpkg-t használja: a telepítendő/eltávolítandó csomagokat topologikus sorrendbe állítja, és ennek megfelelően kezeli a csomagokat a lehető legoptimálisabb sorrendben a dpkg használatával.

### Szoftver telepítés
A felhasználó egyszerre egy vagy több csomagot is telepíthet. Minden csomagot csak a csomag név részével kell jelölni a teljes név helyett (például Debian rendszeren libc6 csomaghoz csak az előbbi, rövid nevet kell használni a teljes libc6_1.9.6-2.deb helyett). Az apt szoftver telepíti a csomag függőségeit (ha vannak ilyenek), majd a csomagot is. Eredetileg ez volt az apt alapú csomagkezelő szoftverek legfontosabb tulajdonsága, mellyel elkerülték az adott csomag telepíthetetlenségét hiányzó csomag(ok) miatt.
Az apt egy másik fontos tulajdonsága a csomagok automatikus letöltése egy távoli csomagtárból (vagy repository-ból). A helyeket (repository-kat), ahol a csomagokat keresi a szoftver egy konfigurációs fájlban lehet tárolni (/etc/apt/sources.list) - ezek a helyek lehetnek a hálózaton (például az interneten), vagy akár egy helyi tárolón is. Az apt képes ezen helyekről letölteni kívánt csomagokat (amennyiben azok elérhetőek a megadott helyek valamelyikén), illetve képes lekérdezni hogy ezeken a helyeken mely, esetleg eddig nem telepített csomagok érhetőek el.
Az apt lehetőséget ad arra, hogy az automatikus szoftver ütközést elkerülő döntéseket felülírja a felhasználó, például lehetséges egy bizonyos verziót telepíteni egy csomagból, ezzel régebbi verzióra "vissza-frissíteni", downgrade-elni egy csomagot. Ezzel azonban érdemes óvatosan bánni, hisz más, ettől a downgrade-elt csomagtól függő programok meghibásodhatnak.
Az apt_preferences (/etc/apt/preferences) segítségével csomagszinten is meg lehet határozni, hogy mely verziók legyenek telepítve (pl. stabil vagy béta változat).
A felhasználók meghatározhatnak csomagneveket POSIX reguláris kifejezésekkel is.

### Update, upgrade és dist-upgrade
- Az update parancsot a helyi csomag indexek frissítésére lehet használni. Használatakor a program betölti az összes elérhető csomag listát az /etc/apt/sources.list fájlban meghatározott helyekről. Például Debian alapú rendszerek esetében letölti és feldolgozza a Packages.gz fájlt az összes meghatározott helyről, így szerezve információt új illetve frissített csomagokről.
- Az upgrade parancs segítségével az összes telepített csomag frissítésre kerül a legfrissebb verzióra, ami az /etc/apt/sources.listfájlban meghatározott helyeken elérhető. Amennyiben egy csomagból elérhető frissebb verzió, az telepítésre kerül - de előzőleg telepített csomagok soha nem kerülnek törlésre. Amennyiben egy csomaghoz nem érhető el frissítés, úgy az változatlanul telepítve marad.
- A dist-upgrade parancs az upgrade tulajdonságain felül intelligensen kezeli a függőségek változásait is. Az apt-get fejlett ütközés-megoldó rendszerrel rendelkezik, amely először mindig a legfontosabb csomagok függőségeit próbálja meg frissíteni, esetenként egy kevésbé kritikus csomag használhatatlanná tételével (például ha a fontos A csomag egy új verziót használ egy függőségből, de a nem kritikus B csomag egy régebbi verziót használ ugyanabból a függőségből). A csomagok a dist-upgrade esetében is az /etc/apt/sources.list fájlban meghatározott helyekről kerülnek frissítésre.[11]

## Konfiguráció és fájlok
Az apt konfigurációs fájljai és könyvtárai az /etc/apt könyvtárban találhatóak.
Az APT konfigurációs programja az apt-config. Az apt-config dump megmutatja az apt teljes konfigurációját.

### Fájlok
- /etc/apt/sources.list: A források listája, ahonnan a csomagok letöltésre kerülnek.
- /etc/apt/sources.list.d/: További csomag letöltő helyek listái.
- /etc/apt/apt.conf: APT konfigurációs fájl
- /etc/apt/apt.conf.d/: További konfigurációs fájlok.
- /etc/apt/preferences: Csomagok letöltendő verzióinak meghatározása. Itt lehet rögzíteni például, ha egy csomagok nem kell frissíteni, vagy ha egy csomagot egy bizonyos forrásból szeretnénk letölteni.
- /var/cache/apt/archives/: az eddig letöltött csomagok tárolókönyvtára.
- /var/cache/apt/archives/partial/: az éppen letöltés alatt álló csomagok könyvtára.
- /var/lib/apt/lists/: ebben a könyvtárban vannak a sources.list fájlban levő források csomaglistái.
- /var/lib/apt/lists/partial/: ideiglenes könyvtár az épp letöltés alatt álló csomaglistáknak.

## Csomagrögzítés - Pinning
Amennyiben egy csomagot több forrásból is le lehet tölteni (esetleg különböző verziókkal), lehetőség van arra, hogy meghatározzuk, hogy melyik forrásból legyen az adott csomag letöltve. Ezzel biztosítani lehet, hogy a csomagok nem lesznek frissítve inkompatibilis vagy instabil verziókra, mely esetleg tönkre tehetne más csomagokat.
Ezeket az /etc/apt/preferences fájlban kell meghatározni, bár létezik több grafikus felület is a munka megkönnyítésére.

## Frontendek
Többféle frontend is létezik az APT-hoz, melyek fejlett funkciókkal, és könnyebb kezeléssel rendelkeznek.
Néhány példa:
- Synaptic Package Manager, egy GTK+ alapú grafikus felület
- Ubuntu Software Center, egy GTK+ alapú grafikus felület, az Ubuntu által fejlesztve
- aptitude, egy konzolos felület
- dselect, szintén konzolos, karaktergrafikus felület - talán az első
- KPackage, a KDE része
- Adept Package Manager, egy grafikus felület KDE-hez
- PackageKit, egy daemon, a freedesktop.org által fejlesztve
- GDebi, egy GTK+ alapú grafikus felület, főként Ubuntuhoz
- apt-cdrom, mellyel cd-rom csomagtárakat lehet hozzáadni a rendszerhez (cd-rom csomagtárként való meghatározásához az apt-cdrom-ot kell használni, manuálisan nem lehetséges)
- apt-zip, mellyel eltávolítható lemezeket (például pendrive) lehet csomagtárként meghatározni
- apt-foo, mellyel egy internetes linkre kattintva lehet csomagokat telepíteni (kísérleti)[17]
- Cydia, egy APT alapú csomagkezelő jailbreakelt iOS rendszerekhez[18][19]
- gnome-apt, egy GTK+/GNOME widget alapú grafikus felület
- Muon Software Center, egy Qt alapú grafikus felület
- apticron, egy cron által futtatott szolgáltatás, ami rendszeradminisztrátoroknak küld e-mailt a függőben levő frissítésekről
- orphaner és gtkorphan, a deborphan karaktergrafikus és gtk-s frontendje. Nem telepítésre szolgál, hanem az "árván" maradt csomagok, lib-ek leszedésére.

Az APT frontendek általában tudnak
- új, telepítendő csomagokat keresni
- telepített csomagokat frissíteni
- új csomagokat telepíteni, vagy meglevőket törölni
- teljes rendszert frissíteni.

Az APT frontendek ki tudják listázni a telepített/frissített csomagok függőségeit; megkérdezni a felhasználót, hogy az újonnan telepített csomag által javasolt csomagok is telepítve legyenek-e; automatikusan telepíteni a szükséges függőségeket, illetve egyéb műveletekre is képesek, például el tudják távolítani a nem használt/elavult csomagokat.

## Történet
Az apt-get program kialakulásához a dselect leváltására készített deity kódnevű program vezetett. A projekttel Brian White, az akkori Debian Release Manager volt megbízva. A legelső működőképes apt-get programot még dpkg-get-nek hívták, és csak az alapfunkciók tesztelésére volt benne lehetőség, melyek az új felhasználói felület alapjait képezték volna.
Az APT kezdeti fejlesztésekor a kommunikáció IRC-en keresztül folyt, így ezek elvesztek. A "Deity Creation Team" levelezőlistájának az archívuma is csak pár mérföldkövet említ.
A Deity (Isten) nevet végül elvetették a szó vallásos vonatkozása miatt. Az APT nevet végül egy hosszas megbeszéléseket követően fogadták el. A nevet IRC-en vetették fel, és a levelezőlistán véglegesítették és fogadták el. Eredetileg az APT nem egy betűszó volt, hanem a program teljes neve. IRC-n sok megbeszélés folyt, hogy mit jelöljön az APT név, azonban végül a fejlesztő csapat úgy döntött, hogy az APT nem rövidítés, és soha nem lesz betűszóként feloldva hivatalosan.
Az első hivatalos teszt verziókat 1998-ban kezdték terjeszteni IRC-en keresztül. Az első Debian verzió a Debian 2.1-ben debütált 1999. Március 9-én.
Végső soron az eredeti ötlet, hogy leváltsák a dselect felületet kudarcba fulladt. A felhasználói felület fejlesztése teljesen leállt az apt-get első hivatalos verziójának megjelenése után. A felhasználói visszajelzések a konzolos használatról annyira pozitívak voltak, hogy a csapat minden erejével az alap  funkciók továbbfejlesztésére koncentrált. De nem kellett sokat várni, amíg független fejlesztők megalkották az első felhasználói felületeket a libapt-pkg-re alapozva.
Az "első" APT éra utolsó nagy próbálkozása volt, hogy teljesen leváltsák a dpkg-t (libapt-inst). Bár ez is kudarcba fulladt, a megírt kód egy része bekerült a hatékony apt-ftparchive és libapt Python könyvtárakba. Ezután az eredeti fejlesztőkről nem hallottak többet, és az APT karbantartása szinte megszűnt létezni.
Végül egy új csapat kezdett dolgozni a szoftveren új funkciókat hozzáadva. Kiadták az APT 0.6-os verzióját olyan újításokkal, mint a Secure APT, ami erős kriptografikus aláírással hitelesíti csomagtárakat.

## Fordítás
- Ez a szócikk részben vagy egészben  az   Advanced_Packaging_Tool című angol Wikipédia-szócikk ezen változatának fordításán alapul.  Az eredeti cikk szerkesztőit annak laptörténete sorolja fel. Ez a jelzés csupán a megfogalmazás eredetét és a szerzői jogokat jelzi, nem szolgál a cikkben szereplő információk forrásmegjelöléseként.